# Edgar Aabye
Edgar Aabye (Helsingør, 14 september 1865 – Kopenhagen, 30 april 1941) was een Deens atleet en journalist. 

## Loopbaan
Aabye won met een gecombineerd Deens-Zweeds team op Olympische Zomerspelen van 1900 in Parijs een gouden medaille bij het touwtrekken. Het was eerst niet de bedoeling dat Aabye mee zou doen aan de Olympische Spelen. Hij was in Parijs als journalist voor de krant Politiken, maar door een blessure door een van de atleten en het gebrek aan waardige vervangers, werd Aabye toegevoegd aan het touwtrekteam dat in de finale Frankrijk versloeg. Teamgenoten van hem waren de Denen Charles Winckler en Eugen Schmidt en daarnaast de Zweden August Nilsson, Gustaf Söderström en Karl Gustaf Staaf.
Bij het zwemmen won Aabye bij de eerste Deense kampioenschappen, gehouden in de haven van Kopenhagen, de titel bij de 100 meter vrije slag. Andere sporten waaraan hij deed waren roeien en wielrennen.
Naast het sporten was Aabye journalist voor de krant Politiken, die als eerste Deense krant een sportkatern opnam. Tot 1935 bleef hij in dienst van deze krant.
1900: Aabye, Schmidt, Winckler, Nilsson, Söderström, Staaf ·
1904: Olson, Johnson, Seiling, Magnusson, Flanagan ·
1908: Barrett, Goodfellow, Humphreys, Hirons, Ireton, Merriman, Mills, Shepherd ·
1912: Andersson, Bergman, Edman, Fredriksson, Gustafsson, Jonsson, Larsson, Lindström ·
1920: Canning, Holmes, Humphreys, Mills, Sewell, Shepherd, Stiff, Thorn